# Wedden dat..?
Wedden dat..? is een televisieprogramma waarin mensen weddenschappen afsluiten over een bijzondere vaardigheid die ze bezitten. Het was een van de succesvolste televisieprogramma's in Nederland en gaf aanleiding tot een groot aantal nieuwe spelshows in Nederland. Het idee is afkomstig van de Duitse presentator Frank Elstner. Het door Elstner bedachte programma liep nog tot 13 december 2014 in Duitsland onder de titel Wetten, dass..?.

## Geschiedenis
In 1984 kocht de AVRO het programmaformat van de Duitse omroep ZDF, waar het programma al sinds 1981 een succes was. De presentatie was vanaf het begin in handen van Jos Brink. De eerste twee seizoenen werd Brink bijgestaan door Sandra Reemer, die hij "mijn kroepoekje" noemde wegens haar Indische achtergrond. Vanaf het vierde seizoen was Myrna Goossen de medepresentatrice omdat Reemer was overgestapt naar de NCRV. Jos Brink ontving voor Wedden dat..? in 1986 de Gouden Televizier-Ring. Op het hoogtepunt had Wedden dat..? elke week 4,5 miljoen kijkers. In 1990 verhuisde het programma naar de nieuwe commerciële omroep RTL 4, waar Brink het programma nog even presenteerde. Het eerste seizoen bij RTL 4 was een coproductie met VTM, daarom was er nu een Vlaamse medepresentatrice: Marlène de Wouters. Het seizoen erna (1991/1992) werd Jos Brink geassisteerd door Manuëla Kemp.
Omdat Brink meer tijd wilde besteden aan het theater en andere projecten, én omdat hij moeite had met het werken in een commerciële omgeving, trad hij in 1993 terug als presentator. Hij werd opgevolgd door Rolf Wouters (1993-1995) en diens televisie-assistent Meneer Sjon, die een eigen sfeer aan het programma meegaven. Wouters viel vooral op door de gevaarlijke en spectaculaire zaalweddenschappen aan het einde van het programma. Wegens de hoge productiekosten werd het programma enkele seizoenen later stopgezet.
In 1999 werd het programma voor één seizoen gepresenteerd door Reinout Oerlemans en Fabienne de Vries op RTL 4, maar dit werd geen succes. In 2000 werd er een eenmalige special van Wedden dat...? gehouden waarin kinderen een weddenschap aangaan. De aflevering werd gepresenteerd door Bart Peeters en werd gehouden i.s.m de Sponsorloterij en de Avro. Op 7 mei en 8 december 2005 werd het programma door de NCRV eenmalig uitgezonden, met het oorspronkelijke presentatieduo Jos Brink & Sandra Reemer, ter gelegenheid van het 25-jarig bestaan van het Liliane Fonds respectievelijk Make a difference day.
In 2008 produceerde RTL een soortgelijk programma, Ik wed dat ik het kan!. In 2011 keerde het programma terug bij SBS6 onder de titel Wedden dat ik het kan.

## Opzet van het programma
Het programma werd doorgaans rechtstreeks uitgezonden vanuit een groots opgezette studio in Aalsmeer, met publiek. De presentator ontving gedurende het programma enkele bekende gasten, met wie hij een gesprek had voordat werd overgegaan op de presentatie en de uitleg van een weddenschap. Hierbij wordt ook de kandidaat gepresenteerd die de weddenschap aanging. In de beginjaren introduceerden de gasten deze weddenschap zelf, alsof ze zelf iemand meegebracht hadden die iets bijzonders kon. In werkelijkheid werden de weddenschappen georganiseerd door de redactie van het programma. Mensen die een weddenschap wilden aangaan konden zich hiervoor bij de redactie aanmelden. Nadat de weddenschap van de kandidaat uitgelegd was, kon de gast wedden op het succes ervan. Indien hij het achteraf bij het verkeerde eind had, diende hij een tegenprestatie uit te voeren, die meestal ludiek van aard was. Deze tegenprestatie werd aan het begin van de volgende aflevering getoond. Na vier gasten en weddenschappen werd het programma afgesloten met de zaalweddenschap, die door de presentator moest worden uitgevoerd behalve in het seizoen 1999. Hierbij moesten twee mensen wedden op het succes van deze weddenschap. Ook hier gold dat degene die het bij het verkeerde eind had, een tegenprestatie moest uitvoeren. Deze moest in de studio worden uitgevoerd, direct na de zaalweddenschap.

## Weddenschappen
De weddenschappen draaiden om een bijzondere vaardigheid of bijzondere kennis van een of meerdere deelnemers.
Voorbeelden van weddenschappen rond een bijzondere vaardigheid waren: met de neuswielen van een Boeing 747 tussen vier champagneglazen rijden zonder ze te breken, touwtjespringen met 120 kinderen tegelijk en binnen zes minuten tien champagneglazen op elkaar zetten met een vorkheftruck. De meeste weddenschappen werden in de studio uitgevoerd, maar soms was het noodzakelijk de weddenschap van tevoren op te nemen op locatie. Zo ging de Groningse kinderarts Dick Hamming anderhalve minuut lang waterskiën achter een acht van Aegir. Deze weddenschap werd uitgevoerd op de Bosbaan te Amsterdam.
Vaak waren er ook geheugen-/denkopdrachten, bijvoorbeeld pingpongballen herkennen aan het stuitergeluid. Vaak bestond een dergelijke weddenschap uit vijf opgaven zonder tijdslimiet, maar die wel allemaal goed moesten zijn. Er waren echter ook geheugen-/denkopdrachten die wel op tijd gingen en ook hier mochten geen fouten gemaakt worden. In beide gevallen betekende een fout dat de weddenschap was mislukt. In het tweede geval was de weddenschap ook mislukt als de kandidaat niet binnen de tijd alle opgaven kon beantwoorden. De vijf opgaven werden altijd door iemand uit het publiek gekozen uit een hele serie zonder dat de kandidaat dit zag en hoorde(deze had op het moment van uitkiezen een blinddoek voor en een koptelefoon op, waarop muziek was te horen)
De zaalweddenschap moest worden uitgevoerd door de presentator. Jos Brink werd vaak geacht voor het einde van het programma een bepaald aantal voorwerpen of beroepsbeoefenaars in de studio te verzamelen, waar hij tijdens de uitzending oproepen voor deed. Ook andere zaalweddenschappen waren mogelijk, waarbij de haaienweddenschap de meest geruchtmakende was: Brink moest een minuut zwemmen in een bak met haaien, waar hij de hele uitzending zenuwachtig voor was en wat hij uiteindelijk dan ook niet aandurfde. Rolf Wouters maakte van dit soort spectaculaire zaalweddenschappen aanvankelijk een gewoonte, maar besloot na enkele gevaarlijke weddenschappen demonstratief om geen zaalweddenschappen meer te doen, omdat het bijna een keer was misgegaan en hij bang was het verkeerde voorbeeld te geven.
Reinout Oerlemans, die het programma in 1999 presenteerde, voerde geen zaalweddenschappen uit. Hij liet dit over aan zijn assistente Fabienne de Vries die in zijn plaats de zaalweddenschappen uitvoerde. Zij voerde deze niet uit in de studio, maar deed dit op locatie. Hiermee was Reinout Oerlemans de enige presentator die geen zaalweddenschappen uitvoerde.

## Stijl
Wedden dat..? was een van de eerste grote spelshows op de Nederlandse televisie en vormde een inspiratiebron voor een reeks aan spelshows. De studiovloer was groot en het decor deed futuristisch aan, met veel grijs, enkele showtrappen en veel lampjes. Doordat de weddenschappen qua karakter zo uiteenliepen, werden er speciale decors gebouwd per weddenschap. De W en het vraagteken uit de titel keerden vaak terug als motief in deze decors.
Weddenschappen werden steevast vergezeld van spannende muziek, uitgekiende belichting en meestal met een wegtikkende klok, geprojecteerd onder in beeld.
In contrast met deze spanning stond de presentator. Jos Brink wist in zijn smoking met humor de chaotische gang van zaken bij het opbouwen en afbreken van een weddenschap te begeleiden (en soms te verergeren) en had bijzondere dialogen met zijn 'kroepoekje' Sandra Reemer. Rolf Wouters werd steevast begeleid door Meneer Sjon, een kleine gedienstige amanuensis met een iets te hoge stem. 
Voordat een weddenschap begon, sprak de presentator steevast de legendarische woorden "Dan gaat de weddenschap.... nu in!". Deze woorden worden ook in het huidige programma Wedden dat ik het kan gebruikt om de start van een weddenschap aan te kondigen.

## Prijzen
Elke kandidaat die een weddenschap aanging kreeg een trofee waarin het Wedden dat...?-logo stond, later (eind jaren negentig) kreeg men alleen deze trofee als de weddenschap gewonnen werd.

## Incidenten
- Omdat het programma live was, was het mogelijk voor Jos Brink om grappen te maken die eigenlijk niet door de beugel konden. Na een weddenschap van een voetendokter die patiënten kon herkennen aan hun voeten, merkte Brink op dat "we volgende week een gynaecoloog hebben". Deze opmerking veroorzaakte in die tijd veel ophef en resulteerde in enkele klachten en opzeggingen bij de AVRO.
- Op het hoogtepunt van de reeks was er een 11-jarig jongetje, Dennis van Bommel, dat sterrenstelsels kon herkennen. Hij behaalde de weddenschap vol trots[2] en twee dagen later ging de jongen met zijn prijs naar zijn jarige oma. Hij had op dat moment dezelfde trui aan als in de uitzending, met zijn naambordje erop. Toen hij een kruispunt wilde oversteken, werd hij geschept door een auto, die doorreed. Meteen daarna werd hij overreden door een andere auto. Hij was op slag dood. De politie kon hem identificeren door het naambordje dat hij droeg. Dit incident kreeg aandacht in de landelijke pers en greep Brink zeer aan. Hij wijdde het begin van de uitzending die erop volgde aan het ongeluk. Uit respect voor de jongen hield hij die uitzending geen zaalweddenschap.[3]

## België
In België is een eigen versie van het programma een tijd uitgezonden door de commerciële omroep VTM. Een eerste reeks werd gepresenteerd door de bekende Nederlandse presentator Jos Brink, met als assistent Marlène de Wouters. Een tweede reeks zou later door Koen Wauters gepresenteerd worden.